# Tribseer Straße 7 (Stralsund)

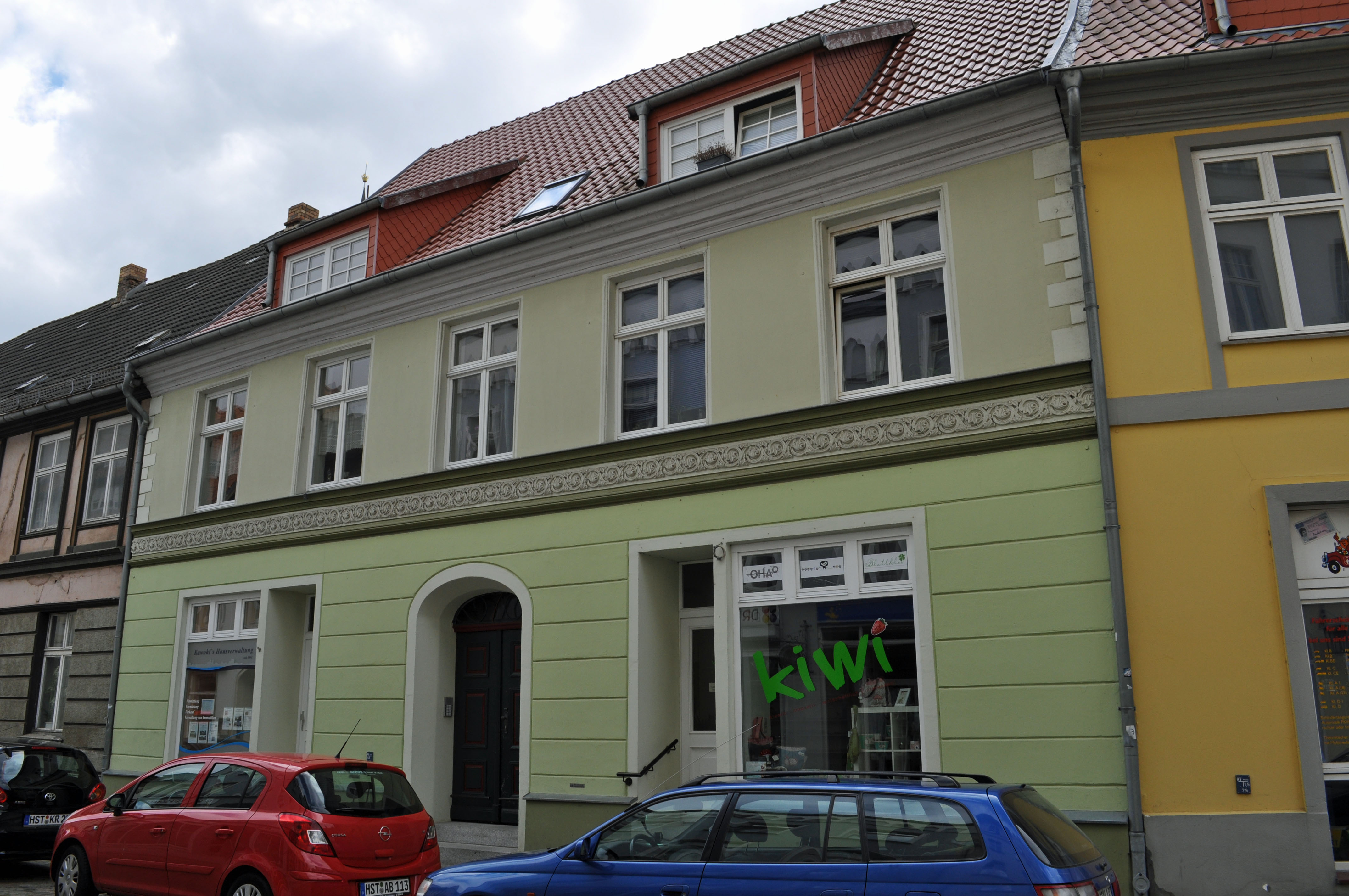
Das Haus Tribseer Straße 7 in Stralsund (2012)

Das Gebäude mit der postalischen Adresse Tribseer Straße 7 ist ein denkmalgeschütztes Bauwerk in der Tribseer Straße in Stralsund.
Der zweigeschossige, verputzte Traufenhaus wurde im Jahr 1771 errichtet. Der Vorgängerbau war bei der Explosion eines Pulverturms in der nahen Stralsunder Stadtmauer zerstört worden.
Die Fassade ist schlicht gestaltet. Ein im Jahr 1907 angefügter, stuckierter Rankenfries trennt das fünfachsige Obergeschoss optisch von dem im Jahr 1907 durch einen Ladeneinbau veränderten Erdgeschoss mit seinem mittig angeordneten korbbogigen Portal.
Das Haus liegt im Kerngebiet des von der UNESCO als Weltkulturerbe anerkannten Stadtgebietes des Kulturgutes „Historische Altstädte Stralsund und Wismar“. In die Liste der Baudenkmale in Stralsund ist es mit der Nummer 746 eingetragen.